# Франческо д'Аньєлло
Франческо д'Аньєлло  (італ. Francesco D'Aniello; 21 березня 1969) — італійський стрілець, олімпійський медаліст.

## Виступи на Олімпіадах
| Олімпіада  | Дисципліна | Місце |
| ---------- | ---------- | ----- |
| Пекін 2008 | дубль-трап | 2     |